# Феодориада
Феодориада (греч. Θεοδωριάς) — византийская провинция.
Эта провинция была создана в 528 году по приказу императора Юстиниана I и названа в честь его жены императрицы Феодоры. Феодориада состояла из небольшой полоски средиземноморского побережья, взятой из двух провинцией — Сирии Первой и Сирии Второй. Новая провинция оставалась частью диоцеза Восток. Её столицей был город Лаодикея. Кроме того, крупными городами провинции были города Палтус, Балемия и Габала. В церковном отношении эти города сохранили свою прежнюю преданность митрополитам Сирии Первой и Второй. Феодориада существовала вплоть до мусульманского завоевания Сирии в 630-х годах.